# Giada Colombo
Giada Colombo (Vaprio d'Adda, 23 de marzo de 1992) es una deportista italiana que compitió en remo. Ganó tres medallas en el Campeonato Europeo de Remo, en los años 2012 y 2013.

## Palmarés internacional
| Campeonato Europeo | Campeonato Europeo | Campeonato Europeo | Campeonato Europeo |
| Año                | Lugar              | Medalla            | Prueba             |
| ------------------ | ------------------ | ------------------ | ------------------ |
| 2012               | Varese (Italia)    | Medalla de plata   | Doble scull        |
| 2012               | Varese (Italia)    | Medalla de plata   | Ocho con timonel   |
| 2013               | Sevilla (España)   | Medalla de bronce  | Cuatro scull       |